# Pseudodolbina
Genre
Pseudodolbina est un genre de lépidoptères (papillons) de la famille des Sphingidae, de la sous-famille des Sphinginae et de la tribu des Sphingini.

## Systématique
- Le genre Pseudodolbina a été décrit par l'entomologiste britannique Lionel Walter Rothschild en 1898[1].
- L'espèce type pour le genre est Pseudodolbina fo.

### Taxonomie
Liste d'espèces
- Pseudodolbina aequalis - Rothschild & Jordan 1903
- Pseudodolbina fo - (Walker 1856)